# Лагич (перевал)
Перевал Лагич (азерб. Lahıc aşırımı) — горный перевал на водоразделе Ниялдагского хребта. Расположен в Исмаиллинском районе Азербайджана. Перевал достигает высоты около 1700 м. Лагичский перевал узкий и труднопроходимый.
Название перевала происходит от одноимённого посёлка.